# Questão Macedônia
A Questão Macedônia é estritamente entendida como uma disputa étnico-histórica do século 19 sobre a afiliação do território, população e patrimônio histórico da Macedônia durante e após o colapso do Império Otomano. 
Na verdade, esta questão é a essência da grande Questão Oriental e se resume à questão da herança otomana, os Bálcãs e o controle de Constantinopla e dos Estreitos Turcos. 
Em particular, tudo se resume aos búlgaros e seu patrimônio histórico disputado desde o século 19 pela Grécia e pela Sérvia, por trás das quais são, respectivamente, as grandes potências — o Império Britânico e o Império Austríaco. Uma vez que a libertação da Bulgária foi realizada com a logística do Império Russo, uma espécie de começo foi lançada nesta questão particular do Congresso de Berlim.